# Leo A
Leo A (auch als Leo III bekannt) ist eine irreguläre Galaxie vom Hubble-Typ (d)IBm V-VI  in Sternbild des Löwen an der Ekliptik. Das Mitglied der Lokalen Gruppe wurde im Jahr 1942 von Fritz Zwicky entdeckt.

## Eigenschaften

### Größen
Leo A befindet sich in einer Entfernung von etwa 690 kpc zu unserem Sonnensystem und entfernt sich von unserer Sonne mit einer Geschwindigkeit von etwa 24 km/s. Sie ist relativ isoliert von anderen Galaxien der Lokalen Gruppe.
Die Masse lässt sich zu etwa (8,0 ± 2,7) × 107 M⊙ abschätzen mit einem Anteil von zumindest 80 % an Dunkler Materie.

### Alter
Leo A ist eine der isoliertesten Galaxien der Lokalen Gruppe und zeigt seit einem Zeitraum mehrerer Milliarden Jahre keine Anzeichen einer Wechselwirkung oder Verschmelzung mit anderen Galaxien. Die Präsenz von RR-Lyrae-Sternen zeigt, Leo A besitzt eine sehr alte Sternpopulation mit einem Alter von bis zu 10 Milliarden Jahren.

### Zusammensetzung
Der neutrale Wasserstoff der Galaxie zeigt eine räumliche Ausdehnung entsprechend der optischen Größe der Zwerggalaxie und Verdichtungen zu einem ungleichmäßigen Ring.
Die Galaxie rotiert nicht und das Wasserstoffgas bewegt sich in zufälligen Anhäufungen umher. Der Anteil von schwereren Elementen beträgt lediglich ein bis zwei Prozent derjenigen unserer Sonne, was auf eine deutlich geringere stellare Entwicklung im Vergleich zu unserer Milchstraße hinweist.
Leo A zeigt Anzeichen einer erhöhten Sternentstehung vor einigen Milliarden Jahren, die momentane Sternentstehungsrate ist jedoch gering. Es existieren dort vier H-II-Gebiete angeregt durch kurzlebige Sterne der Spektralklasse O.